# Бандурка Іван Петрович
Іва́н Петро́вич Банду́рка (нар. 16 січня 1954, с. Яблунів Гусятинського району Тернопільської області) — український педагог, публіцист, літератор, громадський діяч. Член НСЖУ (1995). Член Всесвітньої громадської організації Українського козацтва (1997), член редакції газети «Українське козацтво» (1998), член НСПУ (2012). Козацький Хрест. і нагорода українських козаків Франції «Відзнака Наливайка».

## Життєпис
Закінчив філологічний факультет Івано-Франківського педагогічного інституту (1975).
Очолював Яблунівську сільраду (1980–1994). Ініціював відкриття в селі музею Івана Франка (1976), першого в Україні пам'ятника солдатським вдовам (1984), пам'ятника і меморіальної дошки Іванові Франку (1991), пам'ятника Тарасові Шевченку (1992).

## Доробок
Редактор і упорядник мемуарів М. Палія «Полон гіркіший від полину» (2003), статей «Аннали української історії».
Автор виданих у Тернополі книг:
- «Через терня до волі» (2000),
- «Праця на вівтар нації, або Доля Михайла Палія» (2001),
- «Зернятка життя» (2001),
- «Чотири вежі Богдана Мельничука» (2002),
- «Барвінковий словосвіт Євгена Зозуляка» (2003),
- «Тернопільщина туристична» (2003, співавтор),
- «Словосповідь, або Вільні вірші Володимира Барни»,
- «Орест Савка і його театр»,
- «Син Подільської землі»,
- «Трилисник Іларії Корчемної».